# Schillinger László
Schillinger László, Schillinger-Burger László, Ладислаус Рудольфович Бургер-Шилингер (Budapest, Erzsébetváros, 1903. szeptember 14. – Moszkva, butovói kivégzőhely, 1942. október 30.) magánhivatalnok, pártmunkás, tanár, konstruktőr.
| Schillinger László                        | Schillinger László                        |
| Kattints az alábbi külső linkek egyikére! | Kattints az alábbi külső linkek egyikére! |
| ----------------------------------------- | ----------------------------------------- |
| Nem található szabad kép.(?)              |                                           |
| külső link · jogvédett                    | Schillinger László arcképe                |

## Élete
Schillinger Rezső magánhivatalnok és Stern Etelka fiaként született a VII. kerületben, izraelita vallású családban. Fiatalon részt vett a Galilei Kör ülésein, és a Tanácsköztársaság ifjúsági mozgalmában. 1925-ben belépett a Kommunisták Magyarországi Pártjába, és részt vett KMP fedőpártjának, a Magyarországi Szocialista Munkáspárt tevékenységében.  
1927-ben letartóztatták, és három év börtönt szabtak ki rá, melynek letöltését követően 1930-ban a KMP budapesti pártbizottságának, később titkárságának tagja volt, mígnem 1930 végén ismételten lefogták. Kiszabadulása után, 1931-ben a KMP agitációs- és propagandabizottságát vezette. Segítette a Társadalmi Szemle szerkesztését, továbbá segítséget nyújtott a sport- és kulturális munka szervezőinek. Szerkesztette a Kommunista, illetve a Pártmunkás című folyóiratokat. 1927 és 1934 között összesen négyszer tartóztatták le, a börtönben éhségsztrájkot szervezett, és a kommunista foglyok vezetője volt.
1934-ben a KMP a Szovjetunióba küldte, ahol a Nemzetközi Lenin Iskolában kezdett oktatni, később aspirantúrát végzett. 1937-ben kilépett a magyarországi kommunista pártból. 1938-tól fogva a moszkvai metró építésénél konstruktőrként működött. 1941. június 29-én letartóztatták, kémkedés vádjával 1942. október 21-én halálra ítélték, október 30-án kivégezték. 1956. szeptember 26-án rehabilitálták. 